# Fiume Dongshan
Il Dongshan (cinese tradizionale 冬山河; pinyin: Dōngshān Hé; Wade-Giles: Tūng-shān Hé) è fiume di Taiwan, che scorre per 24 km a nordest dell'isola, nella Contea di Yilan.